# Bathycongrus wallacei
Bathycongrus wallacei is een straalvinnige vissensoort uit de familie van zeepalingen (Congridae). De wetenschappelijke naam van de soort is voor het eerst geldig gepubliceerd in 1968 door Castle.